# تبة ظهوريان (شيخ موسي)
تبة ظهوریان (بالفارسية: تپه‌ظهوریان) هي قرية تقع في إيران في قسم شیخ موسي الريفي. يقدر عدد سكانها بـ 235 نسمة بحسب إحصاء 2016.